# Christian Bendayán
Christian Bendayán (* 1973 Iquitos) je peruánský malíř, kreslíř, rytec a fotograf, představitel amazonského umění. Jeho umělecký styl je inspirován chromatismem kultury Iquitos a mytologií peruánské Amazonie.

## Životopis
V roce 2009 Bendayán představil výstavu Luz v galerii Enlace. V únoru 2012 vystavoval pod kurátorským vedením Davida Flores-Hory v Galerii Luise Miró Quesady Garlanda výstavu El Paraíso del Diablo (Ďáblův ráj). V roce 2018 byl společný projekt s kurátorem Gustavem Buntinxem Indios antropófagos vítězem kurátorské soutěže pro peruánský pavilon na Benátském bienále umění.

## Ocenění
- Cena Pasaporte para un Artista — Francouzské velvyslanectví v Peru (2000)[1]
- Cena diváků — Nadace Telefónica (2000)[1]
- Cena Luces — El Comercio (2007)[1]
- Národní cena za kulturu (2012)[4]

## Filmografie
- El altar (Oltář, dokument, 2008)[5]

## Galerie

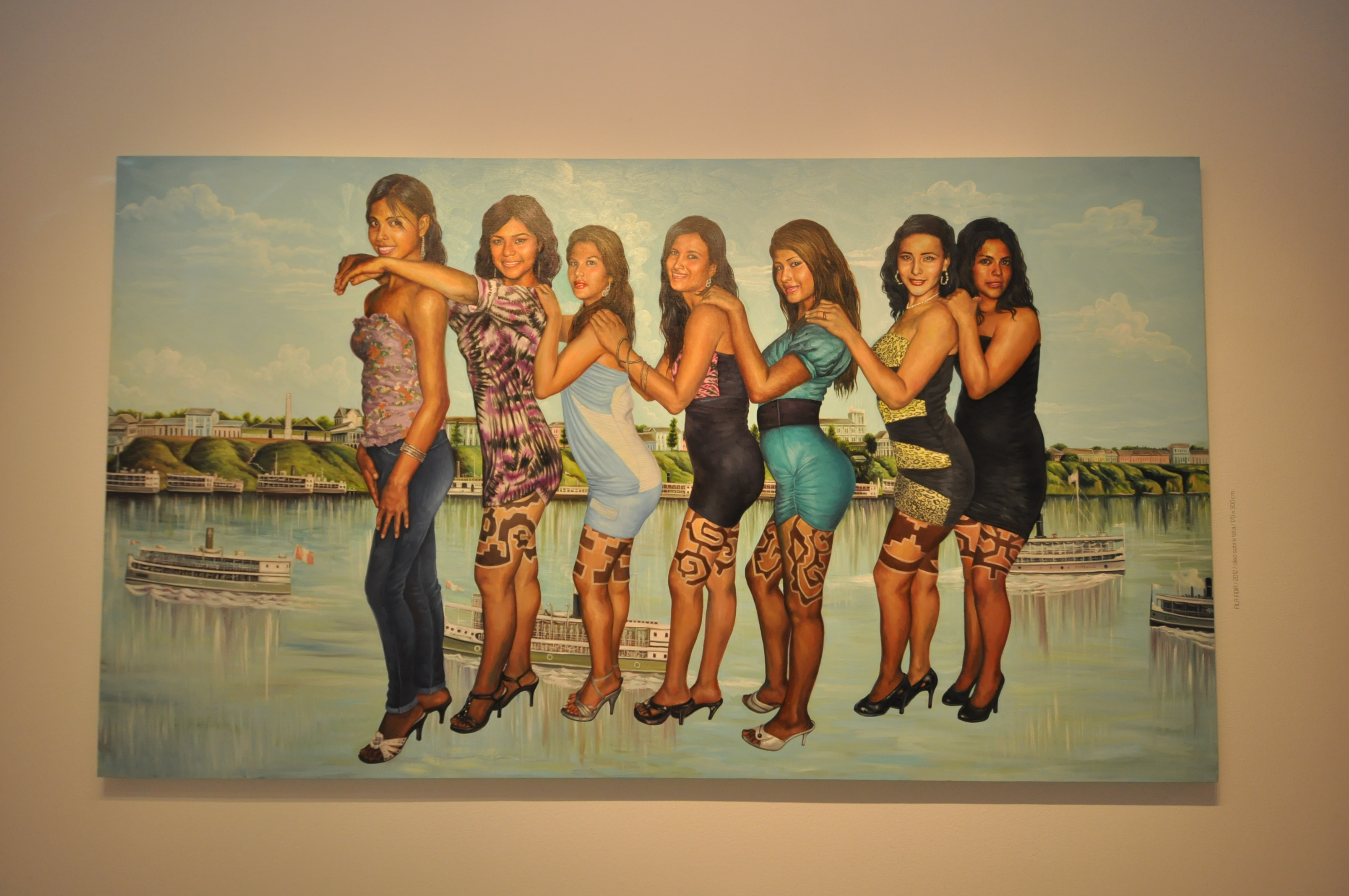
Výstava Christiana Bendayána v galerii Sala Luis Miró Quesada Garland v Miraflores, 2012
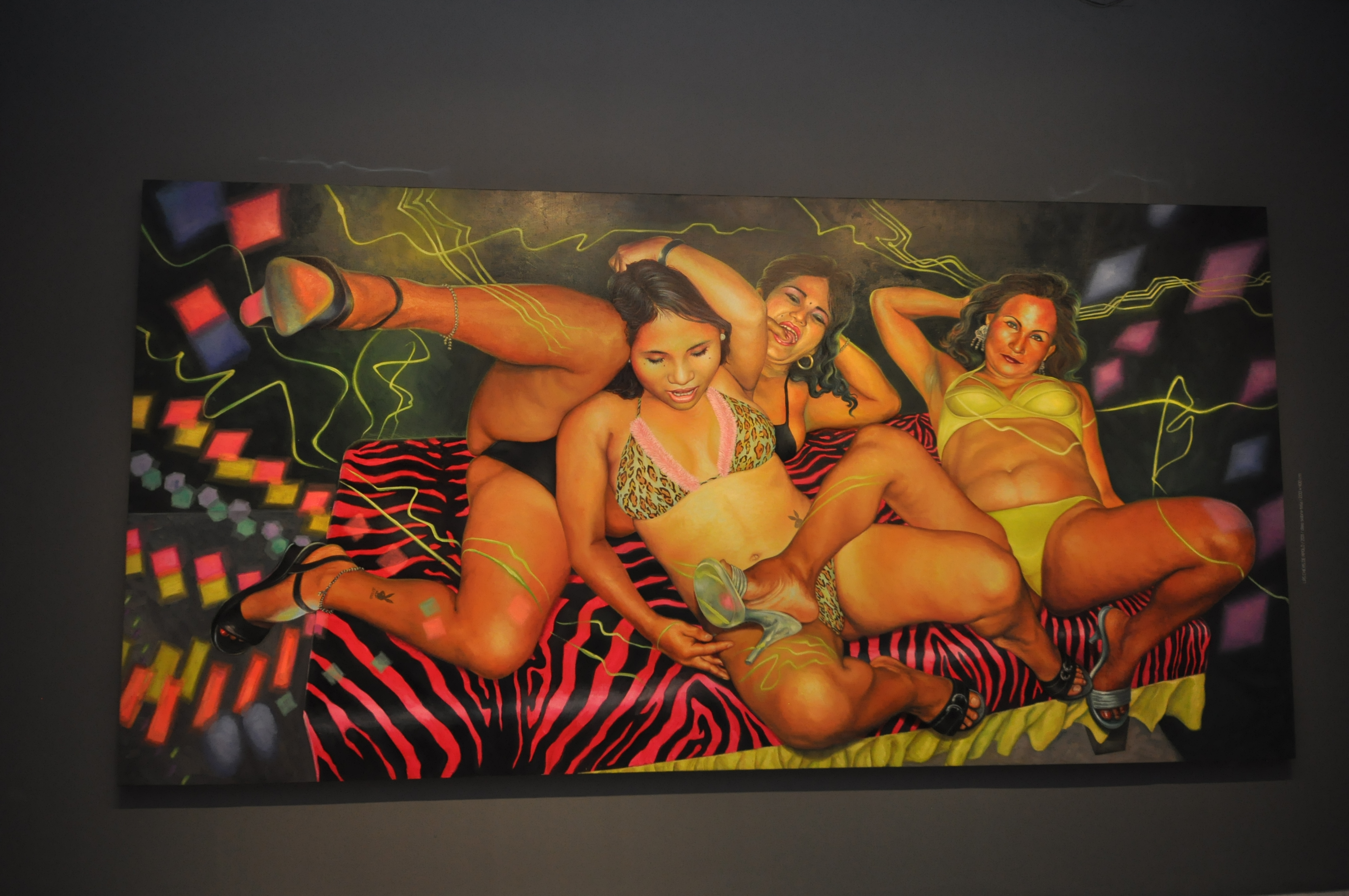
Výstava Christiana Bendayána v galerii Sala Luis Miró Quesada Garland v Miraflores, 2012
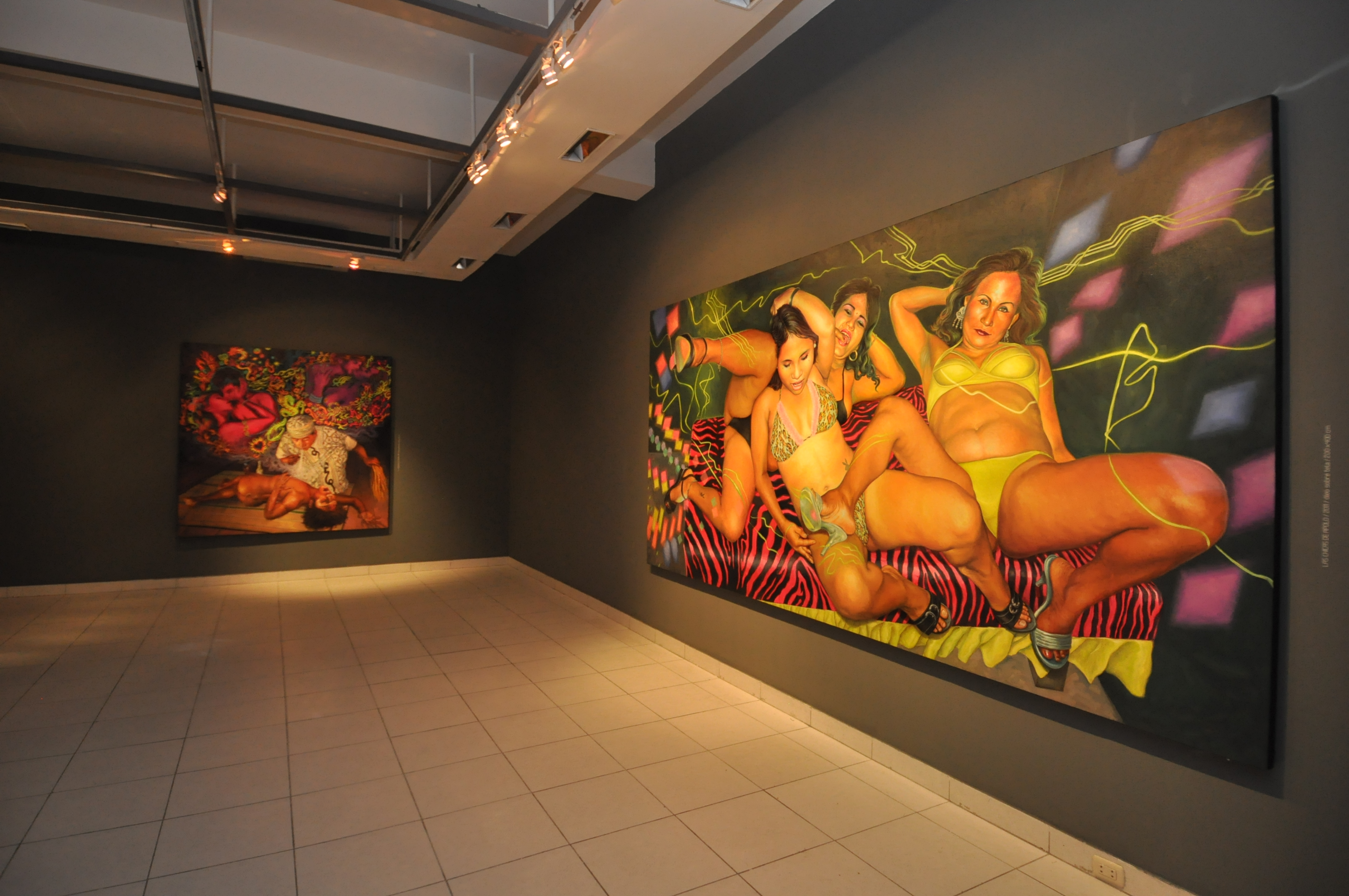
Výstava Christiana Bendayána v galerii Sala Luis Miró Quesada Garland v Miraflores, 2012
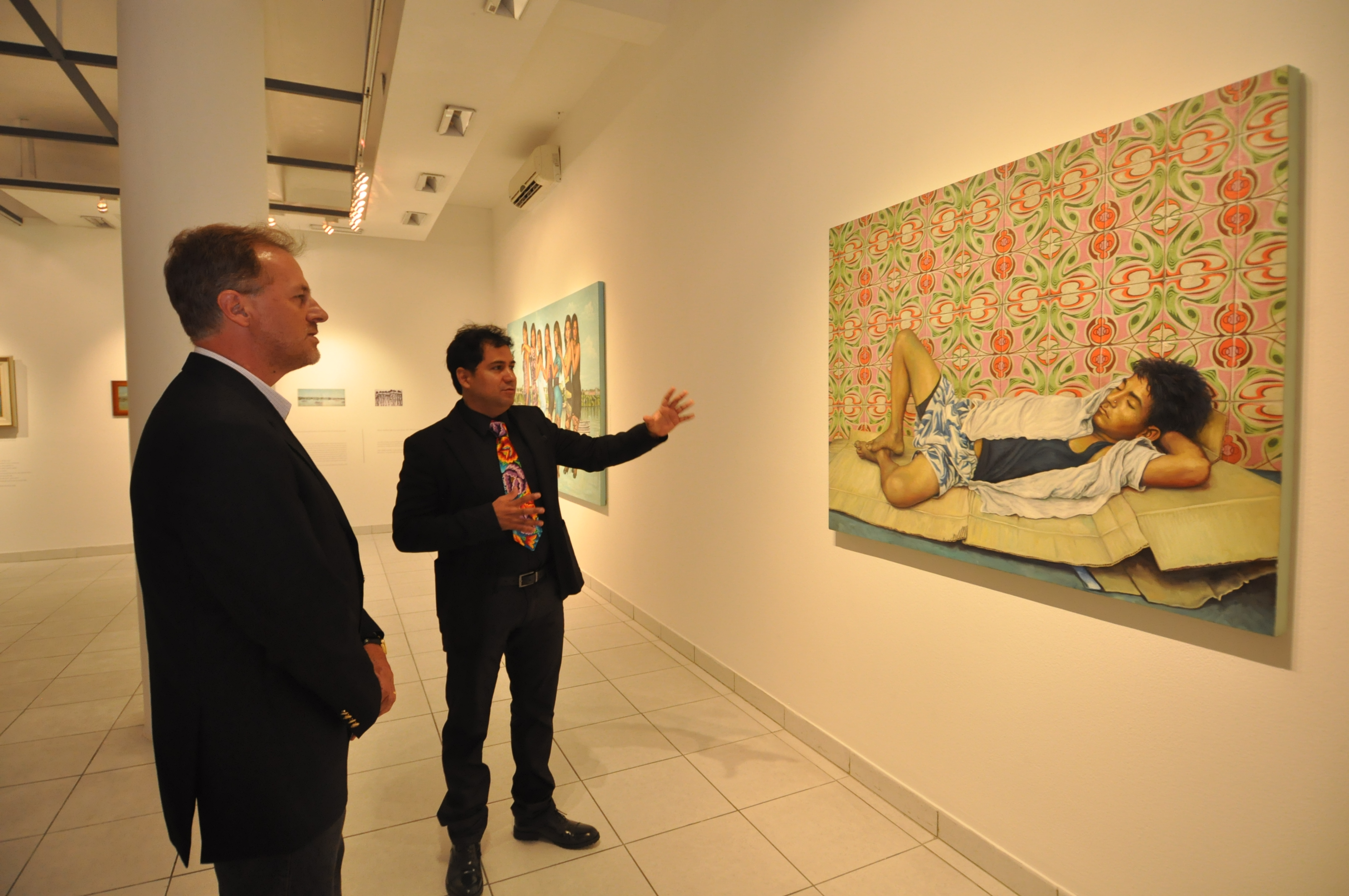
Výstava Christiana Bendayána v galerii Sala Luis Miró Quesada Garland v Miraflores, 2012
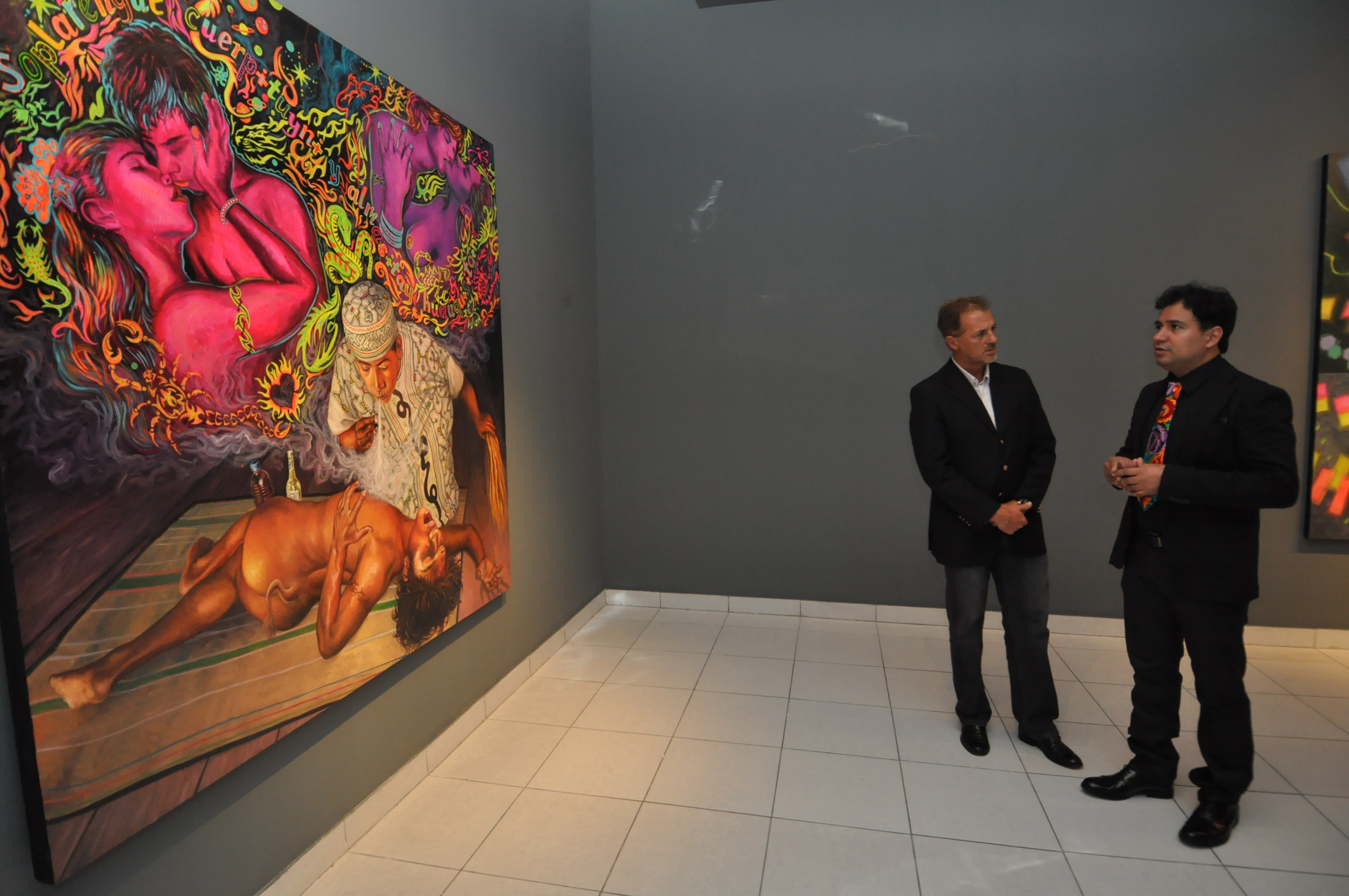
Výstava Christiana Bendayána v galerii Sala Luis Miró Quesada Garland v Miraflores, 2012